# Денітрифікація

Азотний цикл

Денітрифіка́ція (дісиміляційна денітрифікація) — клас мікробіологічних процесів відновлення нітратів до нітритів і далі до газоподібних оксидів і молекулярного азоту. В результаті цих процесів азот повертається до атмосфери і стає недоступним для більшості організмів.
Особливо виділяють асиміляційну денітрифікацію, що приводить до синтезу азотовмісних клітинних компонентів і властива всім рослинам і мікроорганізмам, здатним рости на середовищах з нітратами.
Дисиміляційна дентіріфікация є процесом анаеробного (безкисневого) дихання, тобто використання нітратів і продуктів їхнього часткового відновлення замість кисню для окиснення речовин (у різних мікроорганізмів як органічних, так і мінеральних) в ході метаболізму з виділенням енергії. Тому денітрифікація — процес анаеробний і пригнічується молекулярним киснем. Енергетична ефективність процесу при відновленні нітратів до молекулярного азоту становить близько 70 % від дихання аероба з використанням кисню.
Ферменти, що використовуються для денітрифікації, називаються нітратредуктазами.
Процес протікає постадійно:
NO3- → NO2- → NO → N2O → N2
Перший етап (перехід нітратів в нітрити) здатні здійснювати як прокаріоти, так і еукаріоти (водорості, гриби, дріжджі). Проводити процес до кінця мають можливість лише прокаріоти, причому всі вони факультативні анаероби, що за наявності кисню переключаються на аеробне дихання. Багато денітрифікаторів разом з тим мають здатність до фіксації азоту (наприклад, Azospirillum lipoferum). Денітрифікація, локалізована в ґрунті, дає до 70—80 % виділення N2O (закис азоту, парниковий газ) в атмосферу.